# Gerrit Mozer
Gerrit Reinier (Gerrit) Mozer (Amsterdam, 23 juli 1897 - aldaar, 28 november 1957) was een Nederlandse collaborateur tijdens de Tweede Wereldoorlog. Mozer was werkzaam voor Bureau Joodsche Zaken van de Amsterdamse politie en stond samen met Peter Schaap bekend als een beruchte jodenjager. Hij rekruteerde V-vrouwen, waaronder de joodse Rosalie Roozendaal, om ondergedoken joden en verzetsstrijders te verraden. Voor zijn daden werd hij na de oorlog veroordeeld tot de doodstraf, die later werd omgezet in een levenslange gevangenisstraf.

## Levensloop
Mozer werd op 23 juli 1897 geboren in Amsterdam. Hij was de zoon van Gerrit Reinier Mozer en Margaretha Stikkelman. In 1932 sloot Mozer zich aan bij de Nationaal-Socialistische Beweging en was een trouw aanhanger van Adolf Hitler en Anton Mussert. Ook zijn vrouw en dochter waren nationaalsocialistisch gezind: zijn vrouw was tevens lid van de NSB en zijn dochter was aangesloten bij de Nationale Jeugdstorm. 
Mozers loopbaan begon bij de bereden politie, waar hij vanaf 1921 werkzaam was. Hij ambieerde een carrière als burgemeester en volgde hiervoor een cursus die hij succesvol afrondde. Tot een politieke carrière kwam echter het niet. Mozer werd gezien als iemand die meer geschikt was voor politiewerk dan voor het burgemeesterschap. Tijdens zijn stages bij diverse gemeentes in de Zaanstreek hield Mozer zich bezig met het opsporen van onderduikers. In december 1942 leidde dat in Krommenie tot de arrestatie van een ondergedoken joods echtpaar. Na deze arrestatie volgden de arrestaties van nog veertien ondergedoken joden in Haarlem.
Mozer koos ervoor zijn loopbaan bij de Amsterdamse politie voort te zetten en werd in 1942 werkzaam als rechercheur voor de Sicherheitsdienst bij het Bureau Joodsche Zaken. De politie-afdeling had als taak om zo veel mogelijk joodse onderduikers op te sporen. Op deze manier vielen duizenden joden in handen van de Sicherheitsdienst. Voor iedere jood die gearresteerd werd, ontving Mozer ƒ7,50 kopgeld, door Mozer ook wel 'bloedgeld' genoemd. De vrouw van Mozer verklaarde dat zij hem na een missie in Hattem had gevraagd naar het kopgeld, aangezien zij het geld "goed zou kunnen gebruiken voor de huishouding". Naast het opsporen van joden gaf Mozer ook namen van collega's door die antinazistisch of Oranjegezind waren.
Mozer had enkele buitenechtelijke relaties, waaronder met jodenverraadsters Sophia Leijdel en de 27 jaar jongere Rosalie Roozendaal. Roozendaal verklaarde na de oorlog dat haar seksuele relatie met Mozer niet consensueel was geweest.

## Veroordeling
Mozer was na Dolle Dinsdag naar Groningen gevlucht. Hij verklaarde na de oorlog niet te kunnen inschatten hoeveel joden hij had verraden, maar hieraan ongeveer 1000 gulden te hebben verdiend. Daarbovenop ontving hij ook salaris van de Amsterdamse politie en schuwde hij niet om onderduikers te beroven van hun bezittingen. Hij stal onder meer ƒ10.000 aan sieraden van een joodse onderduiker en maakte hij een andere joodse onderduiker ƒ33.000 afhandig. Na de oorlog werd er voor ƒ60.000 aan gestolen sieraden en geld teruggevonden.
Door zijn voormalige chef, hoofdinspecteur Blanken, werd Mozer omschreven als een "brutale, domme fantast". De advocaat-fiscaal omschreef hem als "een menschenjager met zeer minderwaardige motieven".
Mozer verklaarde in zijn laatste woord: "bevel was bevel". Hij had zijn werk naar eigen zeggen gedaan "in opdracht". Daarnaast zei hij dat hij "altijd eerlijk en oprecht was geweest" en toen hij "zag wat een bende het was" had hij "gered wat hij kon". Mozer stelde dat hij "geloofde in het nationaalsocialisme" en "het nimmer voor mogelijk gehouden, dat er zulke beestachtigheden werden uitgehaald." Ook verklaarde hij dat hij zich na 1943 anders en beter had gedragen, omdat hij toen meer wist.
Mozer werd op 5 april 1947 veroordeeld tot de doodstraf, maar deze werd een jaar later omgezet tot een levenslange gevangenisstraf. In 1956 kwam Mozer vrij nadat zijn straf voorwaardelijk was kwijtgescholden. Hij overleed op 28 november 1957 in Amsterdam.